# Assur (isten)

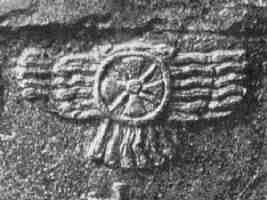
Assur jelvénye: szárnyas napkorong

Assur az akkád mitológiában eredetileg Assur város védőistene volt. Később Asszíria felemelkedésével a sumer-akkád pantheon élére emelkedett, mint főisten. Fő temploma az Assur várhegyén levő szentélykörzetben, az Ékurban levő Éhurszag-kurkurra volt.

## Felemelkedése
Assur várost az i. e. 3. évezredben alapították a Tigris folyami gázlóját ellenőrző sziklaszirten. Assur isten a hely, az átkelő és a sziklaszirt hiposztázisa, megtestesülése volt. Nevének eredete nem sumer vagy sémi, de a mitológia hegyistennek tekinti. A várhegy-szentélykörzetben, az Ékurban levő templomát, az Éhurszag-kurkurrát a korai időkben az asszír királylistán szereplő, de ismeretlen uralkodási idejű Uspia építette (a templomot felújító I. Sulmánu-asarídu szerint, míg Assur-ah-iddína könyvtára szerint I. Samsi-Adad).
Az i. e. 13. században Asszíria felemelkedésével párhuzamosan a középasszír korban Assur megkapta Enlil címeit és jelzőit, azaz ő lett a „nagy hegy, az ország ura, az istenek atyja”. Eközben azonban Assur kultusza is újjáéledt az Éhurszag-kurkurra újjáépítésével. Asszíria második felemelkedése idején, az i. e. 9. században Assurt azonosították Ansarral, An – aki maga volt az „istenek atyja” – atyjával, és így Assur minden isten fölé emelkedett.

## Szerepe
A sumer-babiloni Teremtés-eposz, az Enúma elis asszír változatában Assur Marduk – aki az óbabiloni korban Enkit azaz Éát váltotta ebben a szerepben – helyére lép, mint teremtő isten. Assur felesége Assuri Istár, majd Ninivei Istár lesz, azonkívül Ninlil is, Enlil felesége, azaz Enlillel is azonosul, és Ninurta, korábban Enlil fia, most az ő fia lesz. Assur lánya a talán hurri etimológiájú Seras (Eras). Ő lett a „sorsszabó uralkodó” (An, Enlil), a bíráskodás istene (Samas napisten), hadisten (Ninurta), a bölcsesség istene (Enki/Éa).
Assurnak Assur városán kívül nem volt máshol temploma, ezzel emelték ki a jelentőségét. Ettől vált az ősi település koronázóvárossá, és a legfontosabb szakrális hellyé Asszíriában.

## Ábrázolása
Az i. e. 2. évezredtől íjas istenként ábrázolták, akinek jelképe volt a szárnyas napkorong is. I. Tukulti-apil-Ésarra obeliszkjén olyan szárnyas napkorongként ábrázolták, amelyből két, íjat tartó, kar nyúlik ki.